# Àcid ximènic
L'àcid ximènic, el qual nom sistemàtic és àcid (Z)-hexacos-17-enoic, és un àcid carboxílic monoinsaturat de cadena lineal amb vint-i-sis àtoms de carboni, la qual fórmula molecular és {\displaystyle {\ce {C26H50O2}}}. En bioquímica és considerat un àcid gras de cadena molt llarga i se simbolitza per C26:1 n-9. És un àcid gras ω-9 perquè té el doble enllaç situat entre el carboni 9 i 10 començant a comptar per l'extrem oposat al grup carboxil.

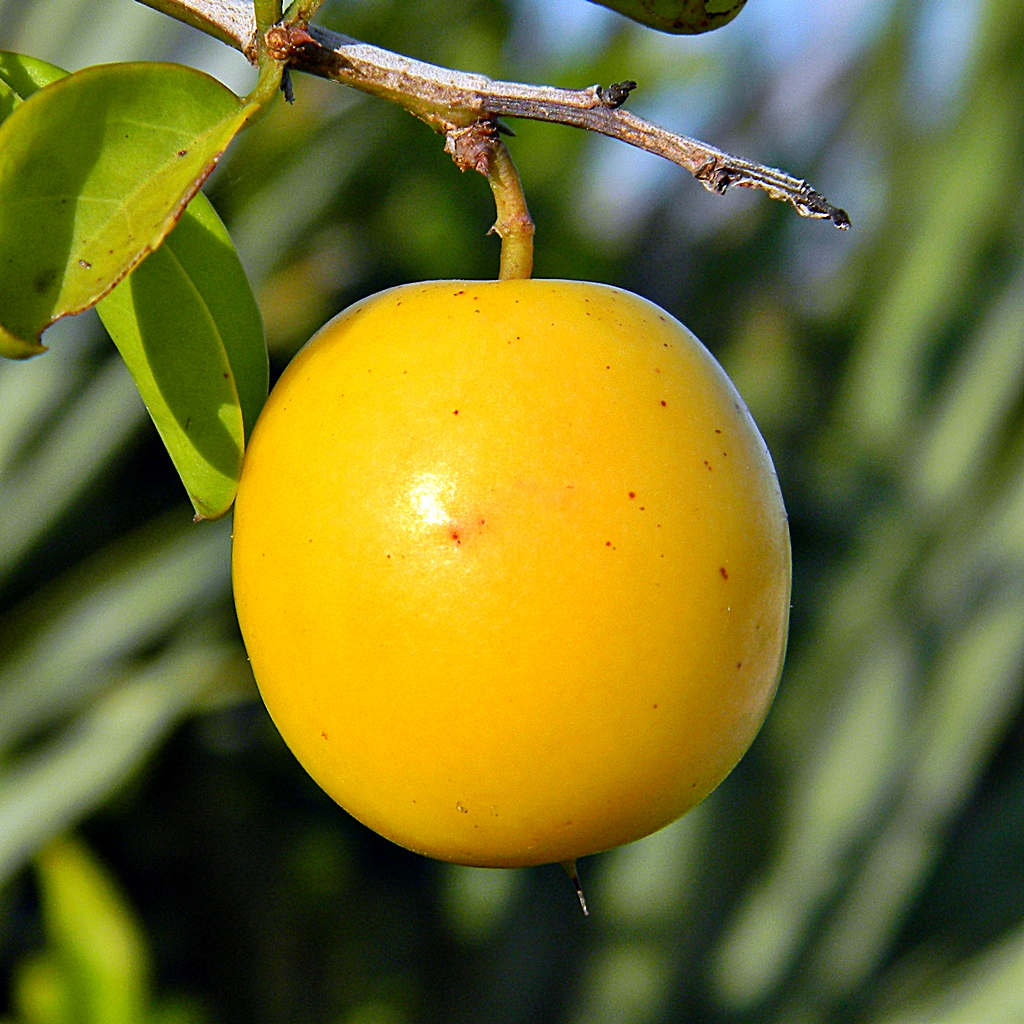
Fruit de Ximenia americana

A temperatura ambient és un sòlid que fon a 50,5-50,9 °C. És soluble en benzè, cloroform, dietilèter i èter de petroli. Fou aïllat per primer cop pels científics S.V. Puntambekar i S. Krishna el 1937 de l'oli de les llavors de Ximenia americana, de la qual li donaren el nom comú àcid ximènic. També s'ha aïllat de Tropaeolum speciosum'.